# 中国驻波斯尼亚和黑塞哥维那大使列表
本列表为中華人民共和國驻波斯尼亚和黑塞哥维那历任大使名录。

## 历任中国驻波斯尼亚和黑塞哥维那大使

### 中华人民共和国驻波斯尼亚和黑塞哥维那大使（1997年至今）
1995年4月3日，中华人民共和国与波斯尼亚和黑塞哥维那建交。
| 姓名   | 任命           | 任命          | 到任           | 递交国书       | 免职           | 免职          | 离任       | 外交衔级 | 外交职务     | 备注     |
| 姓名   | 全国人大常委会 | 主席          | 到任           | 递交国书       | 全国人大常委会 | 主席          | 离任       | 外交衔级 | 外交职务     | 备注     |
| ------ | -------------- | ------------- | -------------- | -------------- | -------------- | ------------- | ---------- | -------- | ------------ | -------- |
| 智昭林 | 不適用         | 不適用        | 1997年2月      | 1997年2月19日  | 不適用         | 不適用        | 1997年7月  |          | 临时代办     | 筹备开馆 |
| 温西贵 | 1997年5月9日   | 1997年8月4日  | 1997年7月      | 1997年7月25日  | 2000年4月29日  | 2001年8月8日  | 2000年10月 | 大使     | 特命全权大使 |          |
| 李书元 | 2000年4月29日  | 2001年8月8日  | 2001年8月      | 2001年8月14日  | 2006年8月27日  | 2007年2月17日 | 2007年2月  | 大使     | 特命全权大使 |          |
| 刘文信 | 2006年8月27日  | 2007年2月17日 | 2007年2月      |                | 2010年4月29日  | 2010年9月1日  | 2010年8月  | 大使     | 特命全权大使 |          |
| 王辅国 | 2010年4月29日  | 2010年9月1日  | 2010年8月21日  | 2010年9月13日  | 2012年12月28日 | 2013年4月11日 | 2013年2月  | 大使     | 特命全权大使 |          |
| 董春风 | 2012年12月28日 | 2013年4月11日 | 2013年3月27日  | 2013年4月3日   | 2015年7月1日   | 2015年11月3日 | 2015年10月 | 大使     | 特命全权大使 |          |
| 陈波   | 2015年7月1日   | 2015年11月3日 | 2015年10月12日 | 2015年10月14日 | 2018年10月26日 | 2019年2月3日  | 2018年12月 | 大使     | 特命全权大使 |          |
| 季平   | 2018年10月26日 | 2019年2月3日  | 2019年1月15日  | 2019年1月23日  |                | 2025年1月9日  | 2024年2月  | 大使     | 特命全权大使 |          |
| 李凡   |                | 2025年1月9日  | 2024年12月31日 | 2025年1月15日  | 现任           |               |            | 大使     | 特命全权大使 |          |